# Lysipomia wurdackii
Lysipomia wurdackii är en klockväxtart som beskrevs av Mcvaugh. Lysipomia wurdackii ingår i släktet Lysipomia och familjen klockväxter.
Artens utbredningsområde är Peru. Inga underarter finns listade i Catalogue of Life.